# Bop to the Top
Pistes de High School Musical
When There Was Me And You Breaking Free
Bop to the Top (qui pourrait se traduire par impulsion vers le haut) est une chanson issue du téléfilm High School Musical et publiée le 10 janvier 2006 aux États-Unis, en même temps que la bande originale du film, et le 7 juin 2007 en France. La chanson est interprétée en premier lieu par Sharpay Evans et son frère Ryan.

## Synopsis
Cette chanson est interprétée par Ryan et Sharpay Evans lors du deuxième tour des auditions de la comédie musicale qu’ils ont réussi à décaler de manière que Troy Bolton et Gabriella Montez, leurs concurrents soient pris par leurs activités (match de basket, décathlon scientifique) ce jour-là. Ils arriveront finalement à arriver à temps pour passer l’audition, au grand étonnement des jumeaux Evans.